# Arcàgat el jove
Arcàgat el jove (en llatí Archagatus, en grec antic Ἀρχάγαθος "Arkhágatos") era fill d'Arcàgat i net d'Agàtocles de Siracusa. Va viure al segle iv aC.
Se'l descriu com un jove molt valent. Va matar Agàtocles el jove, fill d'Agàtocles, perquè volia succeir al seu avi. Menó el va assassinar un temps després, com explica Diodor de Sicília.